# Кармайн Гало
„Идеите са валутата на 21. век. Способността убедително да отстоявате своите идеи е най-важното умение, което ще ви даде конкурентно предимство.“

~Кармайн Гало~
Кармайн Гало (на английски: Carmine Gallo) е американски писател, колумнист, водещ лектор, експерт в областта на комуникациите и бивш журналист и водещ на новини. 
Американецът с италиански произход е трикратно обявяван за най-продаван автор от Уол Стрийт Джърнал. Считан за „гуру в комуникациите“, той е международно известен лектор, инструктор в Харвард и съветник по лидерство на най-почитаните марки в света.
Неговите трудове са преведени на повече от 40 езика. Чрез тях, той предоставя на аудиторията си изключително персонализирани, ангажиращи, вдъхновяващи и действащи мултимедийни трикове, базирани на международните му бестселъри: "Говори като на ТЕД", "Презентирай като Стив Джобс" и "Тайните на разказването на истории", както и последната му книга "Пет звезди. Тайните, които ще ни помогнат да станем не просто добри, а страхотни комуникатори."

## Биография
Кармайн Гало е роден на 26 юли 1965 г. в Сан Хосе, Калифорния, САЩ. Известният съвременен автор на книги за самопомощ е син на италианския имигрант – Франческо Гало. Историята зад появата на Кармайн на бял свят е изключително интригуваща.
Франко Гало е държан в концентрационен лагер до края на Втората Световна война. След завръщането си в Италия, се жени за своята детска любов – Джузепина Гулиемо. Двамата се местят в Америка през 1956 г. и заживяват щастливо. Там, бащата на Гало работи като инженер в компания Varian Associates, базирана в Пало Алто, повече от тридесет години.
Към момента, Гало живее в Плезантън със семейството си и е президент на „Гало Комюникейшън Груп“ в Калифорния, САЩ. Води лекции и обучения по комуникации, паралелно с което е сътрудник във Forbes.com, където пише за Leadership Channel.

## Образование
През 1983 г. Кармайн завършва подготвителния колеж Bellarmine в Сан Хосе, Калифорния. Продължава своето образование в Калифорнийския университет в Лос Анджелис, където завършва политология. 1988. е годината, в която той получава бакалавърска степен, придружена от cum laude. Магистърска степен по журналистика придобива 1989 г. в Северозападния университет.

## Кариера

### Оператор и Колумнист
През 1996 г., Гало започва работа като кореспондент на CNNfn в Ню Йорк. Това е мрежа, отразяваща финансовите пазари и бизнес новини. Две години по-късно, той приема позицията на водещ в The Money Machine – ежедневно токшоу, продължителността на което е 30 минути. Излъчването му е било по базираната в Сан Франциско, телевизионна мрежа ZDTV, по-късно преименувана на Tech TV.
2001 г. Гало напуска Tech TV, с идеята да изгради собствена практика за медийно обучение, но в крайна сметка, продъжава да работи като журналист. През 2003 г. бива нает от CBS 2 (KCAL 9), Лос Анджелис, да отразява административната дейност и новинарски събития на Арнолд Шварценегер в Северна Калифорния.
Амбициозността на Кармайн Гало не спира до тук. 2005 г. той става вицепрезидент на Връзки с медиите в Ketchum Inc. – компания за връзки с обществеността и маркетинг в Сан Франциско. Работи усърдно 4 години, докато не решава да напусне, с цел да се съсредоточи върху своята консултантска практика. Започва да пише първата си книга и да провежда срещи с корпорации, говорейки им за бизнес комуникации.
От 2008 г. до 2011 г. е домакин на подкаст с името „Полезното пътуване“ (The Useful Commute), включващ текущи теми за управление и маркетинг в BNET, новинарско онлайн списание, звено на CBS INTERACTIVE.
През 2010 г. Гало става сътрудник на Forbes.com. Колоната му, озаглавена „Вашият треньор по комуникации“, е фокусирана върху материали и видеоклипове за успех, лидерство и комуникации. Кармайн, също така, допринася със статии за Enterpreneur.com и е „Лидер на мисли“ в Monster.com.

### Говорител и Медиен треньор
През 2004 г. Кармайн Гало, заедно със съпругата си Ванеса Гало, основава своята компания „Гало Комюникейшън Груп“ (Gallo Communications Group), в Плезантън, Калифорния.
2010 г. компанията му влиза в партньорство с eVision-Design, Inc.,(компания, разработваща електронно обучение в Сан Франциско), за да стартира Академия Кармайн Гало, ООД(Carmine Gallo Academy,LLC.) – Компания за електронно обучение, където клиентите могат да участват в онлайн, интерактивни курсове относно бизнес комуникациите.
Първият курс, „Новите правила за убедителни презентации: продавайте идеите си по начина на Стив Джобс“, беше пуснат пред обществеността през лятото на 2012 г. и е базиран на книгата на Гало – „Презенирай като Стив Джобс“(The Presentation Secrets of Steve Jobs).
Считан за експерт в областта на бизнес комунакциите и лидерските умения, негови статии са публикувани в списания като Forbes, Wall Street Journal, The New York Times, Success Magazine, Bloomberg Businessweek и CNBC.
Гало, също така, е изнасял лекции пред MBA студенти в Станфорд, UCLA и Университета в Бъркли.
Изявява се като инструктор и ръководител на образователна програма в Университета Харвард.
Писателят е носител на наградата „Еми“ за журналистика.

## Творчество
Кармайн Гало започва творческата си кариера като публикува по по-общи теми. В първата си публикувана книга „10 прости тайни на най-големите бизнес комуникатори в света“(10 Simple Secrets of the World’s Greatest Business Communicators), той обсъжда говорните техники, използвани от някои известни бизнес лидери.
Втората му книга „Запали ги!: 7 прости тайни за вдъхновение на колеги, клиенти и консуматори; Продавай себе си, визията си и ценностите си; Общувай с харизма и увереност“(Fire Them Up!: 7 Simple Secrets to Inspire Colleagues, Customers, and Clients; Sell Yourself, Your Vision, and Your Values; Communicate with Charisma and Confidence), дава прозрения от мъже и жени, управлявали няколко големи компании. Книгата представя седем прости правила за това как да вдъхновяваме колегите, клиентите и консуматорите си, как да продаваме себе си, концепцията си и ценностите си и как да общуваме с харизма и увереност. Независимо каква е работата ни, влиянието е ключово за реализирането на професионален успех и житейски цели. „Запали ги!“ разкрива седем лесни действащи правила за начините, по които да използваме своите идеи и ценностна система, за да влияем на хората около нас и да ги мотивираме. Правилата дават удивителни комуникативни умения, които помагат за създаването на успешни и удовлетворителни отношения с колеги, клиенти, служители и прочие. Книгата е изпълнена с истории и тактики на някои от най-влиятелните личности в света. Десетки от най-вдъхновяващите бизнес лидери от водещи компании като Гугъл и още много известни фирми споделят своят опит сред страниците ѝ.
В третата си книга, „Силата на квадрата“(The Power of foursquare), той обсъжда социалните медии и мобилния маркетинг за близо петдесет успешни марки.
Най-известните му книги са тези за покойния съосновател на Apple, Inc., Стив Джобс. Първата книга от поредицата „Презентирай като Стив Джобс“(The Presentation Secrets of Steve Jobs), стана бестселър на Wall Street Journal и според WorldCat се съхранява в 917 библиотеки. Книгата е преведена на повече от 20 езика. Изданието набира своята завидна популярност не защото е биография на иконата Джобс, не защото представя всичко за него, то дори не е написано или подрепено от него. Написаното в страниците на тази книга разкрива стъпка по стъпка как да използваме пленяващите аудиторията техники на Стив Джобс в собствените си презентации. Четивото е поднесено така, сякаш самият майстор на презентациите ни нашепва своите тайни. Специалистът по комуникации, Кармайн Гало, е изучил и анализирал най-добрите презентации на Джобс, като е извлякъл от тях страхотни примери, техники и тайни, които биват приложими от всекиго.
Втората, „Тайните на иновациите на Стив Джобс“(The Innovation Secrets of Steve Jobs), също се превърна в бестселър и бе отличена с награда Axiom за попадането ѝ в класацията ТОП 3 Бизнес книги за 2011 г.
Третата, последна от поредицата, носи заглавието „Опитът на Епъл“(The Apple Experience). Тя е публикувана през април 2012 г., няколко месеца след смъртта на Стив Джобс.
Други подобни книги, с които е помогнал на много хора, са „Пет звезди. Тайните, които ще ни помогнат да станем не просто добри, а страхотни комуникатори.“ и „Тайните на разказването на истории“. Тези книги са за хора, които вярват, че идеите им си струват – мъже и жени, студенти и предприемачи, учители и ученици, мениджъри и лидери, които искат да спечелят конкурентно предимство в епохата на идеите. Нито един компютър няма да може да ги замени и нито един конкурент да ги измести. Овладяването на древното изкуство на убеждаването ни прави незаменими и неустоими. Увеличава шансовете ни да имаме работата на своите мечти, да изградим кариера, да основем компания, да проповядваме идея, да водим екип и да представим иновативно решение на всеки труден проблем – да докоснем душите на хората. Да процъфтяваме, растем и смело да водим другите към бъдещето. Да разгърнем целия си потенциал и да станем страхотни.
Сред най-четените му книги за самопомощ е книгата „Говори като на ТЕД“(Talk like TED). Тя представлява книга за самопомощ, написана, за да помогне на хората да разработват по-добри презентации, като се учат от изследвания в ефективни комуникации, илюстрирани с описания на най-добрите TED беседи. Подзаглавието на книгата гласи „9 тайни от водещи умове в света как да говорите пред публика“. Само по себе си, то подсказва, че „Говори като на ТЕД“ е книга за успешното презентиране на идеи, съставена на база опита и практиката на най-добрите лектори от конференциите TED. Умението да представяме своите идеи винаги е било важно, но днес се цени повече от всичко. Важно е не само да имаме идеи, но и да съумеем да ги представим пред публика по съответния убедителен начин, за да въздействаме и повлияем на аудиторията си по начина, по който желаем. Конференциите TED са много показателни в това отношение. TED е абревиатура на „Technology“, „Entertainment“ и „Design“. На конференция TED вземат участие водещи умове и съвременни иноватори. Нерядко се оказва, че тези лектори са и брилятни презентатори. Книгата на Гало отговаря на въпроси като „Каква е тайната на техния подход в презентациите?“, „Какво прави някои от най-добрите TED лектори така магнетични и убедителни?“ и други. Експертът по комуникации и презентации, е анализирал стотици успешни TED презентации, за да открие обединяващите ги елементи. В допълнение е проучил и всички най-важни изследвания в областта на психологията и комуникациите, свързани с изкуството да се презентира. Резултатът от неговия труд са определени открития и закономерности, които представя в книгата си. В нея той предлага и система от стъпки, които ако бъдат спазвани, ще помогнат на всеки да създаде и изнесе впечатляваща презентация в духа на TED. Презентация, която да е атрактивна, убедителна, забавна и запомняща се. Със своите стратегически идеи и конкретни тактики за презентиране, „Говори като на ТЕД“ от Кармайн Гало е полезна книга за всеки, на когото му се налага да говори пред публика.
За съжаление, не цялото му творчество е преведено на български език, но и това е въпрос на време.
Петте, преведени на български език, книги, ще намерите с одебелен шрифт, по-надолу в библиографията.

### Книги
- Гало, К. (2005). Ten Simple Secrets of the World’s Best Communicators. Naperville, Ill: Sourcebooks, Inc.
- Гало, К. (2007). Fire Them up: 7 Simple Secrets to Inspire Colleagues, Customers, and Clients; Sell Yourself, Your Vision, and Your Values; Communicate with Charisma and Confidence. Hoboken, N.N.: WIlley.

```
Гало, К. (2012). 
Запали ги!.
 Сиела.
```

- Гало, К. (2009). The Presentation Secrets of Steve Jobs. Hoboken, N.N.: McGraw-Hill.

```
Гало, К. (2011). 
Презентирай като Стив Джобс.
 Рой Комюникейшън.
```

- Гало, К. (2010). The Innovation Secrets of Steve Jobs: Insanely Different Principles for Breakthrough Success. Hoboken, N.J.: McGraw-Hill.
- Гало, К. (2011). The Power of foursquare: 7 Innovative Ways to Get Your Customers to Check In Wherever They Are. Hoboken, N.J.: McGraw-Hill.
- Гало, К. (2012). The Apple Experience: Secrets to Building Insanely Great Customer Service. Hoboken, N.J.: McGraw-Hill
- Гало, К. (2014). Talk Like TED: The 9 Public-Speaking Secrets of the World's Top Minds. New York, NY: St. Martin's Press.

```
Гало, К. (2016). 
Говори като на TED.
 Рой Комюникейшън
```

- Гало, К. (2016). The Storyteller's Secret. New York, NY: St. Martin's Press.

```
Гало, К. (2017). 
Тайните на разказването на истории.
 Рой Комюникейшунс.
```

- Гало, К. (2018). Five Stars: The Communication Secrets to Get from Good to Great. New York, NY: St. Martin's Press.

```
Гало, К. (2019). 
Пет звезди. Тайните, които ще ни помогнат да станем не просто добри, а страхотни комуникатори.
 Рой Комюнейшънс.
```

## Другите за Гало
Кармайн Гало е трикратен победител в класацията на „Уол Стрийт Джърнал“ в категорията „Автор на Бестселъри“. „Пъблишър Уикли“ го нарича „комуникационен гуру“.
Книгите на Гало са одобрени от милиардери като Хауърд Шулц, Винод Хосла и Марк Бениоф, от изпълнителни директори като Джино Блефари, Тони Хсие, както и от широк кръг експерти от Тони Робинс до Адам Грант.
Гало е един от най-влиятелните гласове гласове в комуникацията, бизнеса и лидерството. Именно заради това си умение, негови статии намират място в страниците на всекидневници като „Ню Йорк Таймс“, „Уол Стрийт Джърнал“, „САЩ Днес“ и „Успех“.
Гало е изградил своята репутация от превръщането на лидери в най-големите и уважавани марки в света в мощни разказвачи на истории и комуникатори. Следа е оставил в марки като Amazon Web Services, Accenture, Allstate, Apple, Berkshire Hathaway Home Services, Chevron, Coca-Cola, Google, HCA Health, Intel, LinkedIn, McKinsey, Medtronic, Merck, Microsoft, Walmart и много други.
```
Хенри Уорд
[
20
]

Основател и главен изпълнителен директор на 
Carta
```

"Горещо препоръчвам „Презентирай като Стив Джобс“ от Кармайн Гало. Книгата разказва за това как да създадем наратив и да достигнем до тази кулминационна точка в презентацията, с която да накараме хората да ни помнят след като си тръгнат. Когато започнах да набирам средства, прочетох тази книга. Написах на ръка цялата си презентация и практикувах презентирането си отново и отново. Всичко тръгна от тази книга. Ако искате да достигнете върха, започнете с тази книга. Струва 10 долара в Амазон. Заслужава си всяко пени."
```
Боби Херера
[
21
]

Главен Изпълнителен директор, 
The Populus Group
```

"Намирах се в интересен момент от моя лидерски път. Умишлено се превърнах в ученик. Търсих хора, които са най-добрите в разказването на истории. Тогава попаднах на книгата на Кармайн – „Тайните на разказването на истории“. Тя ме накара да свържа точките върху силата на историята и въздействието, което бих могъл да направя. Преодолях страха си да споделя историята за своя произход. Книгата ми помогна да съчиня един истински силен разказ."
```
Тони Робинс

Най-продаван автор (Ню Йорк Таймс), филантроп и стратер за живота и бизнеса на нациите
[
22
]
```

"В „Пет звезди“, треньорът по комуникации, Кармайн Гало, умело обосновава аргумента, че овладяването на древното изкуство на убеждаване е ключът към процъфтяването в света на бързо развиващите се технологии. Придобиването на превъзходни комуникативни умения вече не е опция; това е от основно значение за успеха. „Пет звезди“ е изключително ценен инструмент за предприемачи и лидери във всяка област."
```
Даниел Пинк
[
23
]

автор на бестселъри
```

„Говори като на ТЕД“ е умна, практична книга, която ще ви научи как да направите смайваща презентация. Но Гало отива по-далеч от обикновени инструкции. Тази книга е за преоткиване на това, което ви вдъхновява, а след това за създаване на средства как да вдъхновите другите с вашата визия."
```
Джон Скъли
[
24
]

бивш изпълнителен директор на Apple, настоящ предстедател на 
RxAdvance
```

„Живеем в ера на екпоненциално растящи технологии. Кармайн Гало брилянтно разтяга нашето въображение за това как да използваме изкуството на убеждаването, за да превърнем възможностите във вероятности. Това е невероятна книга, което всеки предприемач трябва да прочете.“ 
```
Винод Хосла
[
25
]

основател, 
Khosla Ventures
```

"Да имаш факти на своя страна не е достатъчно. Трябва да умееш да разказваш история. В „Тайните на разказването на истории“, Кармайн Гало ви показва как да създадете идеи, за да направите неустоима, запомняща се и емоционална връзка с вашата публика."
```
Марк Бениоф
[
26
]

председател и главен изпълнителен директор на 
salesforce.com
, автор на 
BEHIND THE CLOUD
```

„Apple промени света с Mac и оттогава не спира да прави иновации. Кармайн Гало разкрива тайните и ви дава инструментите да разгърнете вътрешния си Стив.“
```
Хауърд Лерман

основател и главен изпълнителен директор, 
Yext
```

"Прочетох книгата на Кармайн „Тайните на разказването на истории“ преди повече от година и се вдъхнових да представя историята на Yext по изцяло нов начин. В резултат на това, го поканихме да дойде и да сподели своите идеи с нашия ръководен екип. Той успя да вплете своите изследвания и най-добри практики в нашата версия на разказаната история, което помогна да разширим разбирането си за това как най-добре да използваме историите в разговори с наши клиенти, партньори и служители. Неговата презентация беше ангажирана и резонираше с нашия ръководен екип, което предизвика някои интересни въпроси, както и продължено самоанализиране и преразглеждане на нашите техники за разказване на истории."
```
Джино Блефари
[
27
]

Главен изпълнителен директор, 
Berkshire Hathaway HomeServices of America
```

„Основният Ви доклад вчера сутринта на срещата на BHHS беше страхотен и имаше единодушна обратна връзка от нашите агенти и лидери през целия следобед и вечерта. Не можех да бъда по-съгласен с тях ... Благодаря, че споделихте защо историите, които разказваме, са толкова важни и овластяващи и защо водят до големи успехи.“
```
Хауърд Шулц
[
28
]

главен изпълнителен директор, 
Starbucks
```

"Ако искате да вдъхновите аудиторията си, прочетете „10 прости тайни“. Изпратете презентациите на следващото ниво с Кармайн, като ваш треньор."
```
Тони Хсие

главен изпълителен директор на 
Zappos.com
 и автор на 
DELIVERING HAPPINESS
 
Архив на оригинала от
 2020-12-05 в 
Wayback Machine
.
```

„Опитът на Епъл“ не е само за търговци на дребно. Приложима е за всеки бизнес, който включва хора. В основата си, тази книга не е за Епъл. Тя е за предоставяне на възможно най-добър опит.“
```
Адам Грант

автор на бестселъри (Ню Йорк Таймс)
```

„Тъй като технологията заплашва да замести безброй работни места и умеия, способността да комуникираме става по-важна от всякога. Тази книга е пълна с примери, които да ни помогнат да се справяме по-добре в транспортирането на мислите и емоциите си в съзнанието на други хора.“
```
Барбара Коркоран
[
29
]

инвеститор, домакин, 
Shark Tank,ABC
```

"Ще ми се „10 прости тайни“ да беше излязла, когато тепърва започвах работа като агент по недвижими имоти в Ню Йорк. Това щеше да заличи години от обучението ми като публичен говорител. Книгата на Кармайн е задължително четиво за професионалистите в сферата на услигите – изпълнителни директори, мениджъри или всеки, който убеждавайки, изкарва прехраната си."
```
Михаела Алексис
[
30
]

инфлуенсър в 
LinkedIn
 и звезда в социалните медии
```

„Кармайн Гало е авторът на едни от най-любимите ми книги за всички времена, включително: „Тайните на разказването на истории“, „Говори като на ТЕД“ и „Пет звезди“ – книгата, която промени живота ми най-много.“